# Liên minh Đại học Claremont

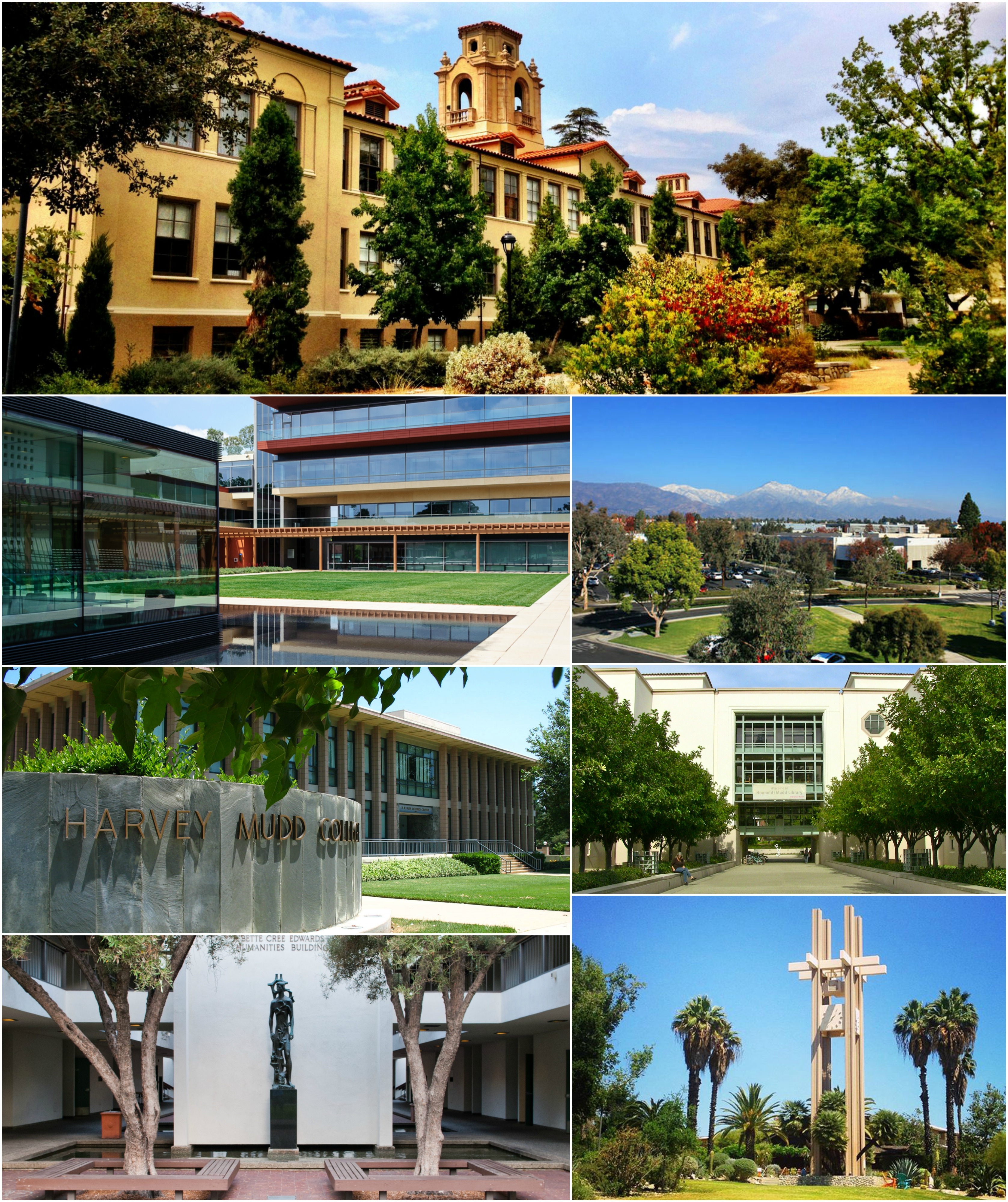
Theo chiều kim đồng hồ từ trên xuống: Đại học Pomona, Viện Cao học Keck, Thư viện Honnold-Mudd, Đại học Pitzer, Viện Scripps, Đại học Harvey Mudd, Đại học Claremont McKenna.

Liên minh Đại học Claremont (tiếng Anh: Claremont University Consortium, viết tắt là 7Cs) là một liên minh bao gồm bảy cơ sở giáo dục tinh hoa có yêu cầu tuyển sinh cao nằm tại Claremont, Los Angeles, California, Hoa Kỳ. Liên minh này được ca ngợi là "sự kết hợp của những tài nguyên trí tuệ chưa từng có ở Hoa Kỳ" bởi The Fiske Guide to Colleges.
Liên minh Đại học Claremont gồm năm trường Đại học (gọi chung là 5Cs) gồm có Đại học Pomona, Viện Scripps, Đại học Claremont McKenna (CMC), Đại học Harvey Mudd, và Đại học Pitzer. Nó cũng bao gồm hai trường cao học là Viện Đại học Cao học Claremont (CGU) và Viện Cao học Keck (KGI). Tất cả các thành viên ngoại trừ KGI đều có  khuôn viên liền kề với nhau rộng tổng cộng 1 dặm vuông Anh (2,6 km2).
Liên minh được thành lập vào năm 1925 bởi Chủ tịch Đại học Pomona là James A. Blaisdell lấy cảm hứng từ thiết kế của Đại học Oxford. Ông mong muốn đem lại tính chuyên môn hóa, linh hoạt và sự chú ý cá nhân thường thấy ở các trường đại học nhỏ, cộng với nguồn lực của một trường đại học lớn. Ngày nay, Liên minh có khoảng 7700 sinh viên và 3600 giảng viên và nhân viên, và cung cấp hơn 2000 khóa học trong mỗi học kỳ.
Các trường đại học trong Liên minh chia sẻ chung một thư viện, các dịch vụ an toàn trong khuôn viên trường và các tài nguyên khác. Các trường đại học này có sự tương tác xã hội đáng kể và học sinh có thể đăng ký học tại bất cứ trường nào trong Liên minh. Tuy nhiên, mỗi trường vẫn duy trì một bản sắc riêng của mình. Trong chu kỳ tuyển sinh năm 2020, bốn trong số năm trường đại học giáo dục khai phóng có tỉ lệ trúng tuyển thấp nhất ở Hoa Kỳ đều là thành viên của Liên minh này; trường còn lại, Viện Scripps, có tỷ lệ trúng tuyển thấp thứ hai trong số các trường đại học nữ.